# Slovensko kulturno prosvetno društvo SAVA iz Frankfurta
Slovensko kulturno prosvetno društvo SAVA iz Frankfurta je bilo ustanovljeno leta 1971 z namenom povezovanja Slovencev v Nemčiji in ohranjanju slovenske kulture.

## Odlikovanja in nagrade
Leta 1996 je društvo prejelo častni znak svobode Republike Slovenije z naslednjo utemeljitvijo: »ob petindvajsetletnici delovanja za zasluge pri združevanju Slovencev na tujem in za ohranjanje njihove narodne zavesti«.